# Дорохов, Лазарь Михайлович
Лазарь Михайлович Дорохов (13 апреля 1900, Новочеркасск или Александрийская — 11 марта 1964, Кишинёв) — молдавский советский биолог (ботаник и физиолог растений). Доктор биологических наук (1958), профессор (1958), член-корреспондент Академии Наук Молдавской ССР (1961).

## Биография
В 1923—1925 годах учился на агрономическом факультете Донского института сельского хозяйства и мелиорации в Новочеркасске, в 1925—1930 годах — на факультете физиологии растений Московской сельскохозяйственной академии имени К. А. Тимирязева, в 1933 году окончил аспирантуру там же (кандидат биологических наук, 1935). Работал старшим научным сотрудником ВНИИ овощного хозяйства в Москве.
С 1940 года в звании доцента — заведующий кафедрой физиологии растений и заместитель директора по учебной и научной работе Кишинёвского сельскохозяйственного института (с 1958 года профессор). В годы Великой Отечественной войны был эвакуирован вместе с сотрудниками института, работал доцентом Киргизского сельскохозяйственного института.
С 1961 года — директор Института физиологии и биохимии растений Академии Наук Молдавской ССР в Кишинёве.
Основные научные труды посвящены изучению фотосинтеза сельскохозяйственных растений, влияния повышенного содержания углекислого газа в воздухе на физиологические процессы и урожай овощных растений, влияния азота, фосфора и калия в различных концентрациях и соотношениях на процессы фотосинтеза и урожайность сельскохозяйственных культур.
Награждён орденом Трудового Красного Знамени.

## Семья
- Сын — Борис Лазаревич Дорохов (род. 1926), молдавский учёный в области физиологии растений, доктор биологических наук (1978), профессор.
  - Внук — Дмитрий Борисович Дорохов (род. 1957), российский учёный в области физиологии растений.

## Публикации
- Великий русский учёный К. А. Тимирязев. Кишинёв: Госиздат Молдавии, 1949. — 64 с.
- Жизнь сельскохозяйственных растений. Кишинёв: Госиздат Молдавии, 1952. — 200 с.; Кишинев: Штиинца, 1962. — 278 с. — 5000 экз.
- Минеральное питание как способ повышения продуктивности фотосинтеза и урожая сельскохозяйственных растений. Кишинёв: Госиздат Молдавии, 1957. — 225 с.
- Краткий лабораторный практикум по физиологии растений (с Л. Я. Лапидус и Р. О. Садовской). Кишинёвский сельскохозяйственный институт имени М. В. Фрунзе, 1962.
- Труды первой Республиканской научной конференции физиологов и биохимиков растений Молдавии. Академия наук МССР, Институт физиологии и биохимии растений. Редактор Л. М. Дорохов. Кишинев: Картя Молдовеняскэ, 1964. — 451 с.